# Metarranthis hamaria
Metarranthis hamaria är en fjärilsart som beskrevs av Achille Guenée 1858. Metarranthis hamaria ingår i släktet Metarranthis och familjen mätare. Inga underarter finns listade i Catalogue of Life.